# Nycklabacken
Das Gräberfeld von Nycklabacken ist eines der größeren in der Provinz Västergötland in Schweden. Es liegt westlich von Herrljunga unweit der „Fölene kyrka“ (Kirche). Das Gräberfeld wurde von der nordischen Eisenzeit (400 v. bis 550 n. Chr.) über die Vendelzeit (550–800 n. Chr.) bis in die Wikingerzeit (800–1050 n. Chr.) genutzt.

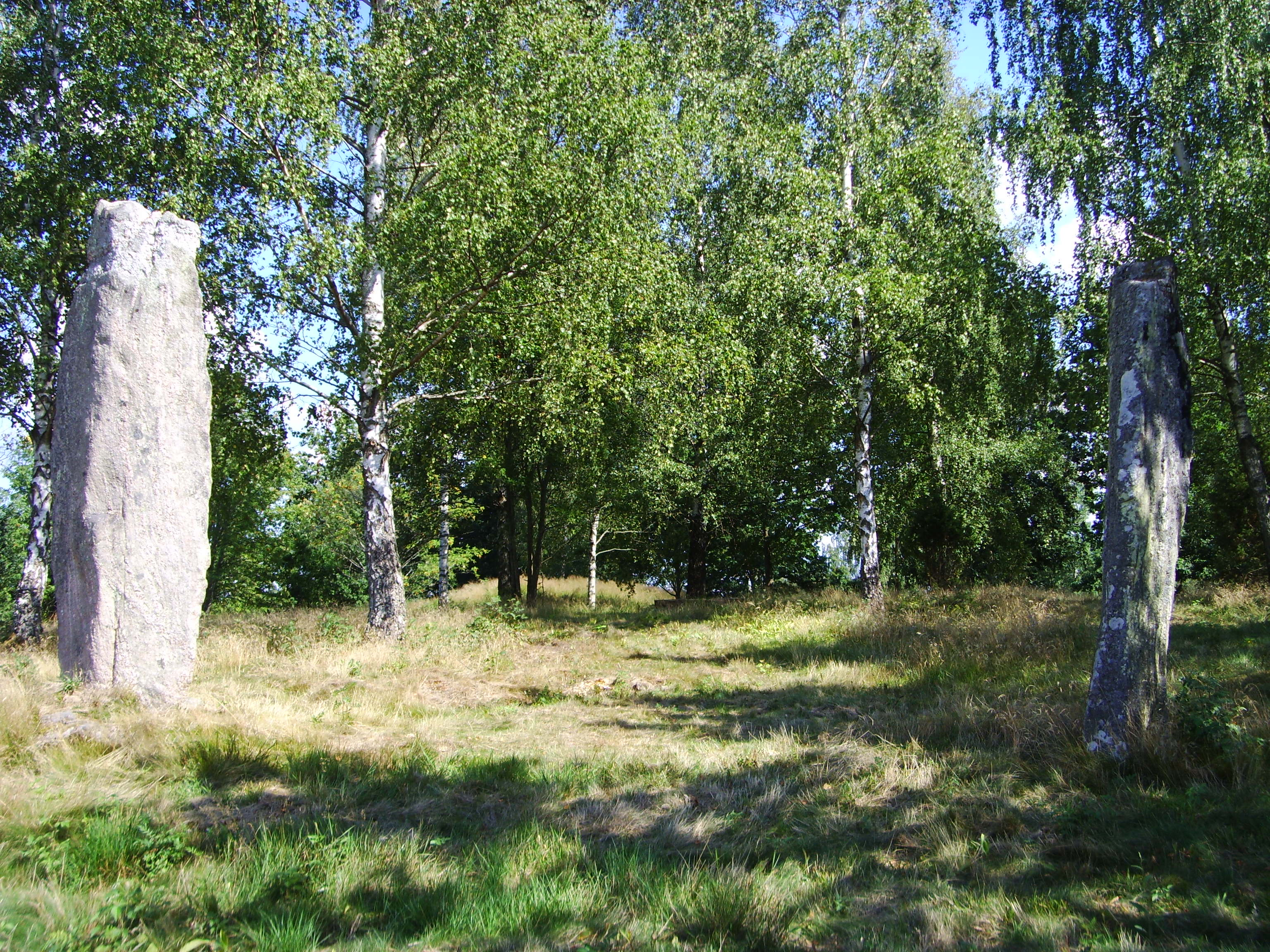
Gräberfeld

Auf dem erhaltenen Teil des Gräberfeldes befinden sich über 200 vorzeitliche Denkmäler, darunter 149 runde, zwischen 3,0 und 18,0 Meter messende und eine eckige Steinsetzung, 27 bis über drei Meter hohe Bautasteine, 18 Rösen, davon fünf mit bis 20,0 Meter Durchmesser und zwei mittelgroße Treuddar. Durch Kiesabgrabung sollen 100 weitere Denkmäler (zumeist Bautasteine und Steinkreise) zerstört worden sein. Von den zumeist umgefallenen Bautasteinen wurden 1907 aufgrund einer Initiative der örtlichen Bevölkerung elf wieder aufgestellt.
Im Südosten des Gräberfeldes wurden in den 1950er Jahren einige Gräber ausgegraben, die Leichenbrand, zerscherbte Keramik und Spielsteine enthielten. Einzelfunde waren ein Bronzering und ein Stück Feuerstein.